# Базилика Сан-Гауденцио

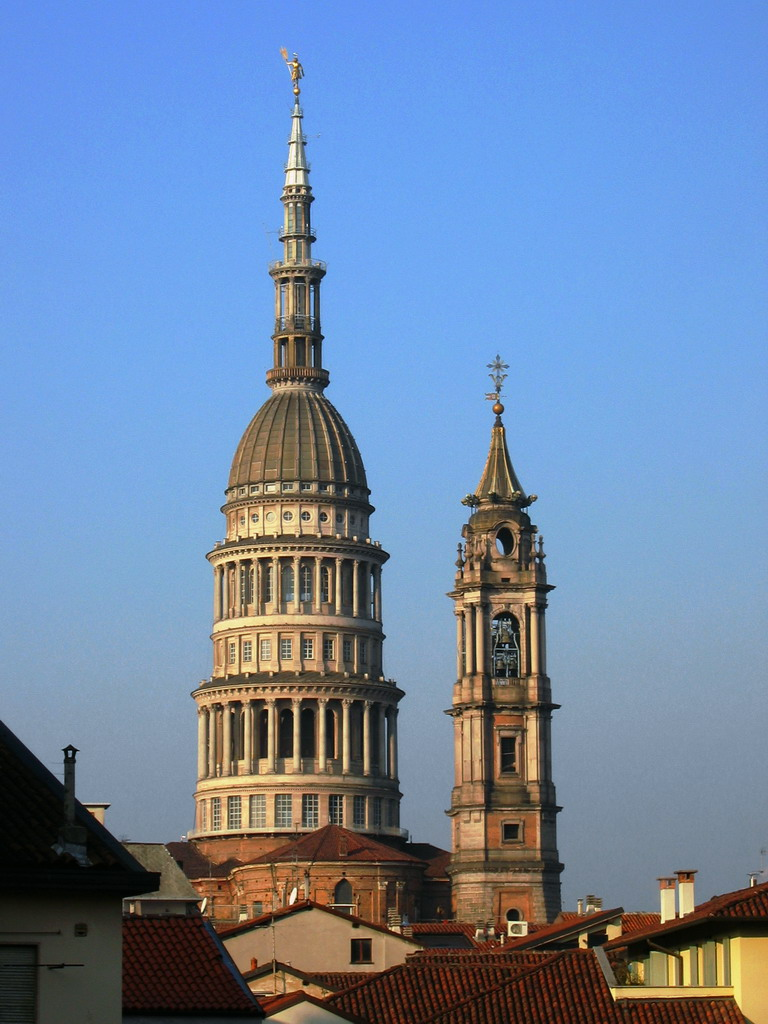
Купол базилики считается символом Новары.

Базилика Сан-Гауденцио в Новаре (Пьемонт) является самой высокой точкой города (121 м). Освящена во имя Св. Гауденцио — первого епископа города и его небесного покровителя.
Церковь была построена между 1577 и 1690 годами на месте старой базилики, разрушенной по приказу короля Карла V. Здание базилики было спроектировано Пелегрино Тибальди; проект купола составил Алессандро Антонелли (автор знаменитой башни Моле-Антонеллиана). Росписи в начале XVII века выполнял Пьер Франческо Маццукелли. 
Колокольня, высотой свыше 90 метров, сооружена между 1753 и 1786 годами по проекту Бенедетто Альфьери.